# Zona Alemana de Protección en Eslovaquia

La Zona de Protección.

La Zona Alemana de Protección en Eslovaquia, o la Zona de Protección (en alemán: Schutzzone) fue un área establecida en las partes occidentales de la Primera República Eslovaca después de la disolución y división de Checoslovaquia por la Alemania nazi durante 1939. El estatus especial de la zona era ya había sido creado en el tratado inicial alemán-eslovaco del 23 de marzo de 1939, que definió la relación protectora entre Alemania y el Estado eslovaco. La zona fue codificada por el tratado germano-eslovaco del 28 de agosto de 1939, que se firmó en Bratislava (alemán: Pressburg).
El tratado otorgó a la Wehrmacht alemana la única autoridad económica y política en el área designada en forma de ocupación militar, que fue demarcada por las crestas de los Pequeños Cárpatos y los Cárpatos Blancos y las montañas Javorníky. La zona tenía el propósito de asegurar a Alemania el derecho de invadir Polonia desde territorio eslovaco.
Sin embargo, los alemanes mantuvieron el control sobre la Schutzzone durante toda la guerra, porque varias fábricas de armas e importantes depósitos de armas ex-checoslovacos se colocaron aquí.